# Moisej Solomonovič Urickij
Moisej Solomonovič Urickij (in russo Моисей Соломонович Урицкий?; Čerkasy, 14 gennaio 1873 – Pietrogrado, 30 agosto 1918) è stato un politico e rivoluzionario russo.

## Biografia
Figlio di un mercante ebreo, restò molto presto orfano di padre e fu allevato dalla madre. Studiò legge all'Università di Kiev. Durante gli studi, aderì al partito socialdemocratico dei lavoratori di Russia ed organizzò una rete clandestina per l'importazione e la distribuzione di materiale politico. Nel 1897 fu arrestato ed esiliato con l'accusa di aver istituito e diretto una stamperia clandestina.
Partecipò successivamente al movimento rivoluzionario aderendo all'Unione generale dei lavoratori ebrei (in Yiddish: Algemeyner Yidisher Arbeter Bund). Nel 1903 divenne menscevico. Durante i moti rivoluzionari del 1905 riuscì, assieme a Aleksandr L'vovič Parvus ad infiltrare agenti rivoluzionari nell'apparato di sicurezza zarista. A causa di tale attività fu nuovamente esiliato.
Nel 1914 emigrò in Francia, dove lavorò al giornale di partito Naše Slovo ("La nostra parola"). Al ritorno in Russia nel 1917, entrò a far parte del gruppo Mežrajoncy. Pochi mesi prima dell'inizio della Rivoluzione d'ottobre divenne bolscevico e fu eletto al Comitato Centrale nel luglio del 1917. Urickij, che ebbe un ruolo centrale nella rivoluzione, fu successivamente nominato responsabile della Čeka (la polizia politica sovietica) a San Pietroburgo.
Fortemente contrario, come Dzeržinskij e Bucharin, al trattato di Brest-Litovsk, si dimise dal suo incarico nel 1918. Nel marzo del 1918 venne pubblicato il primo numero del giornale Kommunist, diretto da Urickij e da Karl Radek. Il giornale fu concepito come l'organo ufficiale dell'opposizione dei "Comunisti di sinistra".
Nel corso del settimo congresso del partito comunista russo, tenutosi tra il 6 e l'8 marzo 1918, la tesi proposta dal gruppo dei Comunisti di sinistra venne rigettata. Tre membri del gruppo (Bujarin, Lomov e Urickij) furono eletti al Comitato Centrale, ma si rifiutarono per molte settimane di prendere parte ai lavori. Urickij riprese il suo posto con l'inizio della guerra civile il 25 maggio 1918.

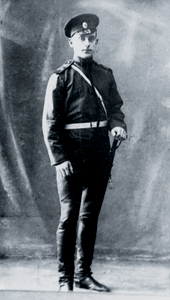
Leonid Ioakimovič Kannegiser

Il successivo 30 agosto, Urickij venne assassinato da un giovane cadetto, Leonid Ioakimovič Kannegiser, che intendeva vendicare l'esecuzione di un suo amico e di altri ufficiali. A seguito di tale azione, e del contemporaneo tentato omicidio di Lenin ad opera della socialrivoluzionaria Fanja Kaplan, i bolscevichi iniziarono la campagna nota come Terrore rosso.